# Décès en septembre 2020
Décès
- 2016
- 2017
- 2018
- 2019
- 2020
- 2021
- 2022
- 2023
- 2024

Pour une information complémentaire, voir la page d'aide.

| Date          | Nom                                        | Activités                                                                                                  | Âge    |
| ------------- | ------------------------------------------ | --- | ------ |
| 1er septembre | Nada Birko                                 | Skieuse alpine yougoslave puis croate.                                                                     | 88     |
| 1er septembre | Sheila Ingram                              | Athlète de sprint américaine, médaillée d'argent aux Jeux olympiques d'été de 1976.                        | 63     |
| 1er septembre | Vladislav Krapivine                        | Écrivain de littérature d'enfance et de jeunesse soviétique puis russe.                                    | 81     |
| 1er septembre | François Lalande                           | Acteur français.                                                                                           | 89     |
| 1er septembre | Erick Morillo                              | DJ, propriétaire de labels et réalisateur artistique colombo-américain.                                    | 49     |
| 1er septembre | Miloš Říha                                 | Hockeyeur sur glace et ensuite entraîneur tchécoslovaque puis tchèque.                                     | 61     |
| 1er septembre | Jerzy Szczakiel                            | Pilote de moto polonais.                                                                                   | 71     |
| 2 septembre   | Georges Azenstarck                         | Photographe français.                                                                                      | 86     |
| 2 septembre   | Philippe Daverio                           | Historien de l'art, journaliste et animateur de télévision franco-italien.                                 | 70     |
| 2 septembre   | Douch                                      | Criminel de guerre cambodgien.                                                                             | 77     |
| 2 septembre   | David Evans                                | Militaire, officier de la Royal Australian Air Force australien.                                           | 95     |
| 2 septembre   | David Graeber                              | Anthropologue américain.                                                                                   | 59     |
| 2 septembre   | Rinat Ibraguimov                           | Contrebassiste soviétique puis russe.                                                                      | 59     |
| 2 septembre   | Christian Liaigre                          | Créateur et décorateur d'intérieur français.                                                               | 77     |
| 2 septembre   | Adrianus Johannes Simonis                  | Cardinal néerlandais.                                                                                      | 88     |
| 2 septembre   | František Vaněk                            | Hockeyeur sur glace tchécoslovaque puis tchèque.                                                           | 88     |
| 2 septembre   | William Yorzyk                             | Nageur américain, champion olympique aux Jeux olympiques d'été de 1956.                                    | 87     |
| 3 septembre   | Kathleen Byerly                            | Militaire américaine.                                                                                      | 76     |
| 3 septembre   | Dito                                       | Footballeur portugais.                                                                                     | 58     |
| 3 septembre   | Bernard Edelman                            | Juriste et avocat français.                                                                                | 82     |
| 3 septembre   | Karel Knesl                                | Footballeur tchécoslovaque puis tchèque, médaillé d'argent aux Jeux olympiques d'été de 1964.              | 78     |
| 3 septembre   | Jean-François Poron                        | Acteur français.                                                                                           | 84     |
| 3 septembre   | Birol Ünel                                 | Acteur turco-allemand.                                                                                     | 59     |
| 4 septembre   | Mike Cooley                                | Ingénieur de l'industrie aéronautique et syndicaliste irlandais.                                           | 86     |
| 4 septembre   | Annie Cordy                                | Chanteuse, actrice et meneuse de revue belge.                                                              | 92     |
| 4 septembre   | Nandi Glassie                              | Homme politique cookien.                                                                                   | 69     |
| 4 septembre   | Gary Peacock                               | Contrebassiste de jazz américain.                                                                          | 85     |
| 4 septembre   | Pierre Sidos                               | Homme politique français.                                                                                  | 93     |
| 4 septembre   | Lucille Starr                              | Chanteuse canadienne.                                                                                      | 82     |
| 4 septembre   | Dumitru Svetușchin                         | Joueur d'échecs moldave.                                                                                   | 40     |
| 4 septembre   | Carl-Henning Wijkmark                      | Écrivain, journaliste et traducteur suédois.                                                               | 85     |
| 4 septembre   | Joe Williams                               | Homme politique cookien.                                                                                   | 85     |
| 4 septembre   | Gregory de Vink                            | Coureur cycliste sud-africain.                                                                             | 22     |
| 5 septembre   | Orlando Bauzon                             | Basketteur philippin.                                                                                      | 75     |
| 5 septembre   | Marian Jaworski                            | Cardinal polonais.                                                                                         | 94     |
| 5 septembre   | Jean Lion                                  | Footballeur français.                                                                                      | 87     |
| 5 septembre   | Jiří Menzel                                | Réalisateur de film, metteur en scène de théâtre, acteur et écrivain tchèque.                              | 82     |
| 5 septembre   | Frédéric Musso                             | Écrivain et poète français.                                                                                | 79     |
| 5 septembre   | Brigitte Peskine                           | Écrivain et scénariste française.                                                                          | 68     |
| 5 septembre   | Malka Ribowska                             | Actrice et scénariste française.                                                                           | 89     |
| 5 septembre   | Antoine Rufenacht                          | Homme politique français.                                                                                  | 81     |
| 5 septembre   | Kevin Zeese                                | Avocat américain.                                                                                          | 64     |
| 6 septembre   | Sergey Belyayev                            | Tireur soviétique puis kazakh, double médaillé d'argent aux Jeux olympiques d'été de 1996.                 | 60     |
| 6 septembre   | Lou Brock                                  | Joueur de baseball américain.                                                                              | 81     |
| 6 septembre   | Kevin Dobson                               | Acteur et réalisateur américain.                                                                           | 77     |
| 6 septembre   | Christiane Eda-Pierre                      | Cantatrice française.                                                                                      | 88     |
| 6 septembre   | Bob Fujitani                               | Dessinateur de comics américain.                                                                           | 98     |
| 6 septembre   | Vaughan Jones                              | Mathématicien néo-zélandais.                                                                               | 67     |
| 7 septembre   | George Carr Frison                         | Archéologue américain.                                                                                     | 95     |
| 7 septembre   | Abdel Kader Bajamal                        | Homme d'État yéménite.                                                                                     | 74     |
| 8 septembre   | Jean-Léon Beauvois                         | Psychologue et sociologue français.                                                                        | 77     |
| 8 septembre   | Joseph Chennoth                            | Prélat catholique syro-malabar indien.                                                                     | 76     |
| 8 septembre   | Ronald Harwood                             | Écrivain, dramaturge et scénariste sud-africain.                                                           | 85     |
| 8 septembre   | Claude Peretti                             | Footballeur français.                                                                                      | 78     |
| 8 septembre   | Alfred Riedl                               | Footballeur puis entraîneur autrichien.                                                                    | 70     |
| 8 septembre   | Yvette Taborin                             | Archéologue et professeur émérite française.                                                               | 91     |
| 9 septembre   | Ronald Bell                                | Chanteur et producteur américain.                                                                          | 68     |
| 9 septembre   | George Bizos                               | Avocat sud-africain.                                                                                       | 91     |
| 9 septembre   | Cini Boeri                                 | Architecte et designer italienne.                                                                          | 96     |
| 9 septembre   | Patrick Davin                              | Chef d'orchestre belge.                                                                                    | 58     |
| 9 septembre   | Giuseppe Favero                            | Coureur cycliste italien.                                                                                  | 88     |
| 9 septembre   | Shere Hite                                 | Sexologue et essayiste allemande.                                                                          | 77     |
| 9 septembre   | Amos Luzzatto                              | Médecin et auteur italien.                                                                                 | 92     |
| 9 septembre   | Sid McCray                                 | Chanteur américain.                                                                                        | [ 63 ] |
| 9 septembre   | Nico Naldini                               | Romancier, poète et réalisateur italien.                                                                   | 91     |
| 9 septembre   | Edgard Tupët-Thomé                         | Militaire français, compagnon de la Libération.                                                            | 100    |
| 10 septembre  | Caroline Chomienne                         | Réalisatrice et productrice française française.                                                           | 62     |
| 10 septembre  | Sébastien Desiage                          | Arbitre international français de football.                                                                | 46     |
| 10 septembre  | Alan Minter                                | Boxeur britannique, médaillé de bronze aux Jeux olympiques d'été de 1972.                                  | 69     |
| 10 septembre  | Emma Morosini                              | Pèlerine catholique italienne.                                                                             | 96     |
| 10 septembre  | Pierre Nahon                               | Galeriste, collectionneur et marchand d'art contemporain français.                                         | 84     |
| 10 septembre  | Franco Maria Ricci                         | Éditeur, graphiste, bibliophile et collectionneur italien.                                                 | 82     |
| 10 septembre  | Diana Rigg                                 | Actrice britannique.                                                                                       | 82     |
| 10 septembre  | Marco Vicario                              | Acteur, réalisateur, scénariste et producteur italien.                                                     | 94     |
| 11 septembre  | Stéphane Caillat                           | Chef de chœur, chef d'orchestre, compositeur et producteur d'émissions radiophoniques français.            | 92     |
| 11 septembre  | Roger Carel                                | Acteur et doubleur français.                                                                               | 93     |
| 11 septembre  | Toots Hibbert                              | Chanteur de reggae et de ska jamaïcain.                                                                    | 77     |
| 11 septembre  | Christian Manen                            | Compositeur français.                                                                                      | 86     |
| 11 septembre  | Christian Poncelet                         | Homme politique français.                                                                                  | 92     |
| 11 septembre  | Nadhum Shaker                              | Footballeur puis entraîneur irakien.                                                                       | 61     |
| 12 septembre  | Navid Afkari                               | Lutteur iranien.                                                                                           | 27     |
| 12 septembre  | Jean-Claude Annaert                        | Coureur cycliste français.                                                                                 | 85     |
| 12 septembre  | Aline Chaîné                               | Personnalité canadienne.                                                                                   | 84     |
| 12 septembre  | Jean Cluzel                                | Entrepreneur et homme politique français.                                                                  | 96     |
| 12 septembre  | Terence Conran                             | Designer et homme d'affaires britannique.                                                                  | 88     |
| 12 septembre  | John Fahey                                 | Homme politique australien.                                                                                | 75     |
| 12 septembre  | Barbara Jefford                            | Actrice britannique.                                                                                       | 90     |
| 12 septembre  | Dominique Kalifa                           | Historien français.                                                                                        | 63     |
| 12 septembre  | Didier Lapeyronnie                         | Sociologue français.                                                                                       | 64     |
| 12 septembre  | Youssef Saanei                             | Marja-e taqlid duodécimain et homme politique iranien.                                                     | 82     |
| 12 septembre  | Edyth H. Schoenrich                        | Médecin américaine.                                                                                        | 101    |
| 13 septembre  | Bernard Debré                              | Homme politique et urologue français.                                                                      | 75     |
| 13 septembre  | John Ferris                                | Nageur américain, médaillé de bronze aux Jeux olympiques d'été de 1968.                                    | 71     |
| 13 septembre  | Jean Garrabé                               | Psychiatre français.                                                                                       | 89     |
| 13 septembre  | György Keleti                              | Homme politique hongrois.                                                                                  | 74     |
| 13 septembre  | Said Ali Kemal                             | Historien et homme politique franco-comorien.                                                              | 82     |
| 13 septembre  | André Lespagnol                            | Historien et homme politique français.                                                                     | 77     |
| 13 septembre  | Bruno Madaule                              | Auteur de bande dessinée français.                                                                         | 49     |
| 13 septembre  | Günter Siegmund                            | Boxeur allemand, médaillé de bronze aux Jeux olympiques d'été de 1960.                                     | 83     |
| 14 septembre  | Robert Chabbal                             | Physicien français.                                                                                        | 93     |
| 14 septembre  | François Debré                             | Journaliste et écrivain français.                                                                          | 78     |
| 14 septembre  | William Henry Gates II                     | Avocat et juriste américain.                                                                               | 94     |
| 14 septembre  | Daniel Soulage                             | Homme politique français.                                                                                  | 78     |
| 15 septembre  | Vital Alsar                                | Navigateur et explorateur espagnol.                                                                        | 87     |
| 15 septembre  | Mykola Chmatko                             | Sculpteur et peintre soviétique puis ukrainien.                                                            | 77     |
| 15 septembre  | Fatima Gallaire                            | Dramaturge et auteure franco-algérienne.                                                                   | 76     |
| 15 septembre  | André Guesdon                              | Footballeur puis entraîneur français.                                                                      | 71     |
| 15 septembre  | Momčilo Krajišnik                          | Homme politique yougoslave puis serbe.                                                                     | 75     |
| 15 septembre  | Jan Krenz                                  | Compositeur et chef d'orchestre polonais.                                                                  | 94     |
| 15 septembre  | Paul Méfano                                | Compositeur et chef d'orchestre français.                                                                  | 83     |
| 15 septembre  | Mario Torelli                              | Archéologue et historien de l'art italien.                                                                 | 83     |
| 15 septembre  | Moussa Traoré                              | Homme d'État malien, président de la République de 1968 à 1991.                                            | 83     |
| 16 septembre  | Ahmed Ben Salah                            | Homme politique et syndicaliste tunisien.                                                                  | 94     |
| 16 septembre  | Paul Cléricy                               | Homme politique français.                                                                                  | 94     |
| 16 septembre  | Stanley Crouch                             | Journaliste, musicien et critique musical américain.                                                       | 74     |
| 16 septembre  | Enrique Irazoqui                           | Acteur et joueur d'échecs espagnol.                                                                        | 76     |
| 16 septembre  | Maxim Martsinkevitch                       | Néonazi et criminel russe.                                                                                 | 36     |
| 17 septembre  | Daniel Charles-Alfred                      | Footballeur français.                                                                                      | 86     |
| 17 septembre  | Terry Goodkind                             | Romancier américain de fantasy.                                                                            | 72     |
| 17 septembre  | Winston Groom                              | Écrivain et historien américain.                                                                           | 77     |
| 17 septembre  | Hassan Louahid                             | Footballeur algérien.                                                                                      | 82     |
| 17 septembre  | László Török                               | Archéologue, historien et égyptologue hongrois.                                                            | 79     |
| 17 septembre  | Larry Wilson                               | Joueur américain de football américain.                                                                    | 82     |
| 18 septembre  | Mohamed Atwi                               | Footballeur libanais.                                                                                      | 32     |
| 18 septembre  | Stephen F. Cohen                           | Historien et journaliste américain.                                                                        | 81     |
| 18 septembre  | Ruth Bader Ginsburg                        | Avocate, juriste et juge américaine.                                                                       | 87     |
| 18 septembre  | Sam McBratney                              | auteur de littérature jeunesse, notamment connu pour son ouvrage Devine combien je t'aime                  | 77     |
| 18 septembre  | Marcel Trillat                             | Journaliste et réalisateur français.                                                                       | 80     |
| 18 septembre  | Anacleto Cordeiro Gonçalves de Oliveira    | Évêque catholique portugais.                                                                               | 74     |
| 19 septembre  | Károly Fatér                               | Footballeur international hongrois.                                                                        | 80     |
| 19 septembre  | Lee Kerslake                               | Batteur britannique.                                                                                       | 73     |
| 19 septembre  | Albert Langlois                            | Hockeyeur sur glace canadien.                                                                              | 85     |
| 19 septembre  | Darvin Moon                                | Joueur de poker américain.                                                                                 | 56     |
| 19 septembre  | Jean-Pierre Pophillat                      | Peintre figuratif et lithographe français.                                                                 | 83     |
| 19 septembre  | John Turner                                | Homme d'État canadien.                                                                                     | 91     |
| 19 septembre  | Claude Verlinde                            | Peintre, graveur et illustrateur français.                                                                 | 93     |
| 20 septembre  | Meron Benvenisti                           | Journaliste, écrivain historien et homme politique israélien.                                              | 86     |
| 20 septembre  | Michael Chapman                            | Directeur de la photographie et réalisateur américain.                                                     | 84     |
| 20 septembre  | Ephrem M'bom                               | Footballeur camerounais.                                                                                   | 66     |
| 20 septembre  | Dan Olweus                                 | Psychologue suédo-norvégien.                                                                               | 89     |
| 20 septembre  | Rossana Rossanda                           | Journaliste et femme politique italienne.                                                                  | 96     |
| 21 septembre  | Jaime Alves                                | Footballeur portugais.                                                                                     | 55     |
| 21 septembre  | Arthur Ashkin                              | Physicien américain.                                                                                       | 98     |
| 21 septembre  | Hamdi Benani                               | Musicien et chanteur algérien.                                                                             | 77     |
| 21 septembre  | Giuseppe Caldarola                         | Homme politique italien.                                                                                   | 74     |
| 21 septembre  | Ron Cobb                                   | Dessinateur de presse, scénariste et réalisateur américain.                                                | 83     |
| 21 septembre  | Michael Lonsdale                           | Acteur au cinéma et comédien de théâtre français.                                                          | 89     |
| 21 septembre  | Gilbert Meyer                              | Homme politique français.                                                                                  | 78     |
| 21 septembre  | Claude Moisy                               | Journaliste français.                                                                                      | 93     |
| 21 septembre  | Jacques-Louis Monod                        | Pianiste, chef d'orchestre et compositeur franco-américain.                                                | 93     |
| 21 septembre  | Bob Nevin                                  | Hockeyeur sur glace canadien.                                                                              | 82     |
| 21 septembre  | Jackie Stallone                            | Astrologue américaine.                                                                                     | 98     |
| 22 septembre  | Michael Gwisdek                            | Acteur et réalisateur est-allemand puis allemand.                                                          | 78     |
| 22 septembre  | Sergueï Khorouji                           | Physicien, philosophe et théologien soviétique puis russe.                                                 | 78     |
| 22 septembre  | Frie Leysen                                | Commissaire d'exposition et directrice de théâtre belge.                                                   | 70     |
| 22 septembre  | Joseph Laurinaitis                         | Catcheur américain.                                                                                        | 60     |
| 22 septembre  | Jacques Senard                             | Diplomate français.                                                                                        | 100    |
| 22 septembre  | Agne Simonsson                             | Footballeur suédois.                                                                                       | 84     |
| 23 septembre  | Yvette Alloo                               | Championne paralympique de tennis de table belge.                                                          | 90     |
| 23 septembre  | Juliette Gréco                             | Chanteuse et actrice française.                                                                            | 93     |
| 23 septembre  | Zlatko Portner                             | Handballeur yougoslave, médaillé de bronze aux Jeux olympiques d'été de 1988.                              | 58     |
| 23 septembre  | Brenda Robertson                           | Femme politique canadienne.                                                                                | 91     |
| 23 septembre  | Gale Sayers                                | Joueur de foot U.S. américain.                                                                             | 77     |
| 23 septembre  | Pierre Troisgros                           | Chef cuisinier français.                                                                                   | 92     |
| 23 septembre  | Bobby Wilson                               | Joueur de tennis britannique.                                                                              | 84     |
| 24 septembre  | Robert Bechtle                             | Peintre américain.                                                                                         | 88     |
| 24 septembre  | Jaime Blanco                               | Homme politique espagnol.                                                                                  | 76     |
| 24 septembre  | Colette Giudicelli                         | Femme politique française.                                                                                 | 76     |
| 24 septembre  | Corine Rottschäfer                         | Mannequin néerlandaise.                                                                                    | 82     |
| 25 septembre  | Peter Hampton                              | Footballeur britannique.                                                                                   | 66     |
| 25 septembre  | Sripathi Panditharadhyula Balasubrahmanyam | Chanteur indien.                                                                                           | 74     |
| 25 septembre  | Bernard Madrelle                           | Homme politique français                                                                                   | 76     |
| 25 septembre  | Goran Paskaljević                          | Homme politique yougoslave puis serbe.                                                                     | 73     |
| 26 septembre  | Jacques Beurlet                            | Footballeur belge.                                                                                         | 75     |
| 26 septembre  | Masayoshi Kabe                             | Bassiste et guitariste franco-japonais.                                                                    | 70     |
| 26 septembre  | Adele Stolte                               | Soprano allemande.                                                                                         | 87     |
| 26 septembre  | Denis Tillinac                             | Journaliste, écrivain et éditeur français.                                                                 | 73     |
| 26 septembre  | Suzanne Tremblay                           | Femme politique canadienne.                                                                                | 83     |
| 27 septembre  | John Barrow                                | Mathématicien, cosmologiste et astrophysicien britannique.                                                 | 67     |
| 27 septembre  | Wolfgang Clement                           | Homme politique allemand.                                                                                  | 80     |
| 27 septembre  | Youri Fiodorovitch Orlov                   | Physicien soviétique puis américain.                                                                       | 96     |
| 27 septembre  | Jaswant Singh                              | Homme politique indien.                                                                                    | 82     |
| 27 septembre  | Yūko Takeuchi                              | Actrice japonaise.                                                                                         | 40     |
| 27 septembre  | John L. Waddy                              | Officier et écrivain britannique.                                                                          | 100    |
| 28 septembre  | Frédéric Devreese                          | Compositeur belge.                                                                                         | 91     |
| 28 septembre  | Maynard Solomon                            | Réalisateur artistique, biographe et compositeur américain.                                                | 90     |
| 28 septembre  | Syeda Anwara Taimur                        | Femme politique indienne.                                                                                  | 83     |
| 29 septembre  | Sabah al-Ahmad al-Jaber al-Sabah           | Émir du Koweït.                                                                                            | 91     |
| 29 septembre  | Silva Batuta                               | Footballeur brésilien.                                                                                     | 80     |
| 29 septembre  | Justin Connolly                            | Compositeur et enseignant britannique.                                                                     | 87     |
| 29 septembre  | Mac Davis                                  | Auteur-compositeur, chanteur et acteur américain.                                                          | 78     |
| 29 septembre  | Helen Reddy                                | Chanteuse et actrice australienne.                                                                         | 78     |
| 29 septembre  | Francis Rocco Prestia                      | Bassiste américain.                                                                                        | 69     |
| 29 septembre  | Isidora Žebeljan                           | Compositrice yougoslave puis serbe.                                                                        | 53     |
| 30 septembre  | Alexis Bélec                               | Acteur québécois.                                                                                          | ?      |
| 30 septembre  | Ali Bozer                                  | Homme politique turc.                                                                                      | 95     |
| 30 septembre  | Jacques Brunhes                            | Homme politique français.                                                                                  | 85     |
| 30 septembre  | Simon Eine                                 | Acteur français.                                                                                           | 84     |
| 30 septembre  | Pia Juul                                   | Poétesse, écrivaine et traductrice danoise.                                                                | 58     |
| 30 septembre  | Romain Bruno Légaré                        | Religieux et missionnaire québécois .                                                                      | 95     |
| 30 septembre  | Vittorio Mathieu                           | Philosophe et historien italien.                                                                           | 96     |
| 30 septembre  | Quino                                      | Dessinateur argentin.                                                                                      | 88     |
| 30 septembre  | John Russell                               | Cavalier de sauts d'obstacles américain, médaillé de bronze par équipes aux Jeux olympiques d'été de 1952. | 100    |